# Línea F4 (AUVASA)
La línea F4 de AUVASA sale del barrio vallisoletano de Los Santos Pilarica, pasa por el Barrio de La Pilarica, el centro de la ciudad y se dirige hacia el Estadio José Zorrilla. Solo circula en días en los que el Real Valladolid juega partidos en casa.

## Frecuencias
| DÍA             | LUGAR DE SALIDA       | HORARIO                                 |
| --------------- | --------------------- | --------------------------------------- |
| Días de partido | Los Santos Pilarica   | Una hora antes del comienzo del partido |
| Días de partido | Estadio José Zorrilla | Al finalizar el partido                 |

## Paradas
Nota: Al pinchar sobre los enlaces de las distintas paradas se muestra cuanto tiempo queda para que pase el autobús por esa parada.
| Hacia Estadio Zorrilla                            | Correspondencia con líneas:      |
| ------------------------------------------------- | -------------------------------- |
| C/ Cometa esq. Cosmología                         | 7                                |
| C/ Cometa esq. Pº Juan Carlos I                   | 7                                |
| Pº del Cauce fte. Ing. Industriales               | 7 C2 B3                          |
| Pº del Cauce fte. Centro Salud Pilarica           | 7 C2 B3                          |
| C/ Renedo 29                                      | 7 17                             |
| Pza. San Juan                                     | 7 8 17 B3                        |
| C/ Fidel Recio 1 esq. Alonso Pesquera             | 7 8 B3                           |
| C/ Santuario 5 esq. López Gómez                   | 7 8 B3                           |
| Pza. España Bola del Mundo                        | 1 2 4 7 8 B1 B3 F5               |
| C/ Doctrinos 12 esq. María de Molina              | 3 4 5 6 8 24 B2 B3 F3 F5         |
| Avda. Miguel Ángel Blanco 2 fte. Pza. del Milenio | 3 6 8 B2 B3 F3 F5                |
| Avda. Mundial 82 Estadio José Zorrilla            | F1 F2 F3 F5 F6                   |
| Hacia Los Santos-Pilarica                         |                                  |
| Avda. Mundial 82 Estadio José Zorrilla            | F1 F2 F3 F5 F6                   |
| C/ Joaquín Velasco Martín 3 Col. La Inmaculada    | 3 6 8 B3 F3 F5                   |
| C/ Joaquín Velasco Martín 1 esq. Gloria Fuertes   | 3 8 B3 F3 F5                     |
| Pza. Poniente fte. Jorge Guillén                  | 1 3 4 6 8 24 B2 B3 B4 F2 F3 F5   |
| Pza. Fuente Dorada                                | 1 2 3 4 6 8 24 B2 B3 B4 B5 F3 F5 |
| C/ López Gómez 13 esq. Fray Luis de León          | 3 4 6 24 B2 B5 F3                |
| C/ Panaderos 2 esq. Pza. España                   | 3 6 9 24 F3 B2 B5                |
| C/ Labradores 1 esq. Pza. Cruz Verde              | 7                                |
| C/ Alonso Pesquera 5 esq. Fidel Recio             | 7                                |
| Pza. Col. Santa Cruz 9                            | 7 8 B3                           |
| C/ Verbena esq. Nicasio Pérez                     | 7                                |
| C/ Santa Lucía 62 esq. Pza. Luis Braille          | 7                                |
| Pº del Cauce Centro Salud Pilarica                | 7 C1 B3                          |
| Pº del Cauce Ing. Industriales                    | 7 C1 B3                          |
| C/ Cometa 4                                       | 7                                |
| C/ Cometa esq. Cosmología                         | 7                                |